# Drabastrum
Drabastrum es un género de plantas fanerógamas de la familia Brassicaceae. Comprende una especie, Drabastrum alpestre. Es nativo de Australia.